# Божин Танев
Божин Танев Георгиев, известен и като майстор Божин-Коля, е български и югославски строител от XX век.

## Биография
Божин Танев е роден в 1897 година в село Стеблево в областта Голо бърдо, тогава в Османската империя. Негов баща е Танев Колев (1863), който също е майстор строител, самият той син на майстора строител Гьоре и внук строителя от първата половина на XIX век и основател на селото на Коля. Божин Танев има своя тайфа, с която строи множество обществени и частни сгради. С тайфата си строи известни постройки, сред които фамилната къща на братя Сарчевич (Сарчевски), семейната къща на адвоката Ристе Т. Янакиевич, магазините на братя Рибареви (универсален магазин „8 март“), жилищната сграда (П+2) на майстора Цане Тодоров на ъгъла на тогавашните улици „Ленинова“ и „Димитрие Туцович“.